# 375043 Zengweizhou
375043 Zengweizhou este o planetă minoră (asteroid) din centura de asteroizi. A fost descoperită pe 11 mai 2007 la Lulin Observatory⁠(d) de Ye Quanzhi⁠(d). 
Obiectul prezintă o orbită caracterizată de o semiaxă mare de 2,7548748446818 UAi, o excentricitate de 0,16, o înclinație de 13 ° în raport cu ecliptica.